# Konstantin Furman
Konstantin Furman (ukrainisch Костянтин Фурман /Kostjantyn Furman, auch Kostiantyn Furman; * 13. April 1976 in Winnyzja, Ukrainische SSR) ist ein ehemaliger ukrainischer Basketballspieler. Der 2,05 Meter große Innenspieler bestritt für BCJ Hamburg 30 Partien in der Basketball-Bundesliga.

## Laufbahn
Furman war ukrainischer Junioren-Nationalspieler, auf Vereinsebene spielte er für den SC Mykolajiw und sammelte im Trikot des Vereins auch Erfahrung im Europapokal. 1999/2000 spielte er für AZS Lublin in Polen. Im Vorfeld der Saison 2000/2001 wechselte er zum deutschen Bundesligisten BCJ Hamburg. Für die Hanseaten bestritt er 30 Bundesliga-Einsätze und erzielte im Schnitt 9,8 Punkte je Begegnung.
Im weiteren Verlauf seiner Karriere spielte Furman für den polnischen Klub Stal Ostrow (2001 bis 2003) und den französischen Verein Vichy Auvergne (2003 bis 2004), ehe er wieder in Deutschland aktiv wurde und von 2005 bis 2008 Leistungsträger des TSV Ansbach in der 1. Regionalliga beziehungsweise in der 2. Bundesliga ProB war. 2007 gewann er mit Ansbach den Meistertitel in der Südost-Staffel der Regionalliga, was den ProB-Aufstieg bedeutete. Furman, der 20,8 Punkte je Einsatz erzielt hatte, wurde im Anschluss an die Meistersaison vom Internetdienst eurobasket.com zum Spieler des Jahres der Regionalliga Südost ausgezeichnet.
Nach dem Ende seiner Spielerlaufbahn blieb Furman in Deutschland und war zeitweise als Trainer beim TV 1848 Schwabach tätig. Im Laufe der Saison 2021/22 rückte er bei den Schwabacher Zweitliga-Damen vom Assistenz- zum Cheftrainer auf. 2024 wechselte er ins Amt des Assistenztrainers zurück.
Furmans Tochter Anna nahm 2015 mit der deutschen U16-Nationalmannschaft an der Europameisterschaft in Portugal und 2019 mit der U20-Nationalmannschaft an der Europameisterschaft in Tschechien teil.